# Penns Grove
Penns Grove é um distrito localizado no estado americano de Nova Jérsei, no Condado de Salem.

## Demografia
Segundo o censo americano de 2000, a sua população era de 4886 habitantes.
Em 2006, foi estimada uma população de 4797, um decréscimo de 89 (-1.8%).

## Geografia
De acordo com o United States Census Bureau tem uma área de
2,4 km², dos quais 2,4 km² cobertos por terra e 0,0 km² cobertos por água. Penns Grove localiza-se a aproximadamente 6 m acima do nível do mar.

## Localidades na vizinhança
O diagrama seguinte representa as localidades num raio de 8 km ao redor de Penns Grove.